# Elexacaftor
Elexacaftor ( previamente VX-445) es un medicamento que actúa como corrector del regulador de la conductancia transmembrana de la fibrosis quística (CFTR). 
Está disponible en una sola pastilla con ivacaftor y tezacaftor; La combinación de dosis fija, elexacaftor/tezacaftor/ivacaftor (nombre comercial Trikafta), se usa para tratar a personas con fibrosis quística que son homocigotas para la mutación f508del. Esta combinación fue aprobada para uso médico en los Estados Unidos en 2019.
La combinación de dosis fija de elexacaftor/tezacaftor/ivacaftor (Kaftrio) fue aprobada para uso médico en la Unión Europea en agosto de 2020, para el tratamiento de la fibrosis quística.